# Palacio Hirsch
El Palacio Hirsch, ubicado en el barrio de Belgrano R, Buenos Aires, Argentina, es una de las residencias más emblemáticas de la zona. Inaugurado en 1895, combina un estilo victoriano con influencias italianas. Restaurado en la década de 1990 con base en los planos originales, conserva su elegancia y valor histórico. 
Aunque ya no es una vivienda privada, sigue siendo un referente arquitectónico y, en ocasiones, abre sus puertas para eventos culturales.

## Historia
Ubicado en la esquina de las calles Conde y Juramento, frente a la Plaza Castelli, es una de las residencias más emblemáticas de Belgrano R. El edificio fue construido a finales del XIX por el ingeniero escocés John Angus y diseñado por el arquitecto inglés John Robert Sutton en un estilo victoriano con influencias italianas. Originalmente llamado "Residencia Belmont", se inauguró en 1895.
En la década de 1910, la propiedad fue adquirida por Alfredo Hirsch, judío, nacido en Alemania,  empresario y coleccionista de arte, que llegó a ser presidente y copropietario del grupo Bunge y Born. En los años 20 Hirsch hizo agregar un ala izquierda con una sala de música que albergó un órgano de tubos. Entre 1930 y 1931, el arquitecto austrohúngaro Johannes Kronfuss amplió la residencia con un gran comedor decorado con piezas del siglo XVI provenientes de la Casa de la Inquisición de Sevilla.
En los años 90, se llevó a cabo un proceso de restauración basado en los planos originales de Sutton para recuperar su diseño primario. Aunque ya no funciona como vivienda privada, ocasionalmente abre sus puertas para eventos culturales. Su presencia, junto con otras residencias majestuosas de Belgrano R, refleja la fuerte influencia británica en el desarrollo del barrio y su valor patrimonial dentro de la arquitectura porteña.